# Zavarovano območje Menabe Antimena
Menabe Antimena je zavarovano območje v regiji Menabe na zahodu Madagaskarja. Spada v občine Tsimafana, Beroboka, Bemanonga, Belon'i Tsiribihine in Tsaraotana.
Menabe Antimena leži na zahodni obali Madagaskarja, južno od reke Mania. Zajema območje suhih gozdov, vlažnih gozdov, mangrov ter sekundarnega travinja in grmičevja. Vključuje severni del gozda Kirindy in avenijo baobabov.
Velike površine so bile nezakonito posekane, požgane in spremenjene v koruzna polja, kar ogroža divje živali na tem območju, vključno s kritično ogroženim mišjim lemurjem Madame Berthe (Microcebus berthae), najmanjšim primatom na svetu.

## Tsiribihina mangrove
Mangrove Tsiribihina se raztezajo vzdolž obale okoli izliva Tsiribihina. Mangrove uspevajo večinoma znotraj rezervata, del severno od reke pa zunaj njega. Mangrove pokrivajo 20.000 hektarjev, kar skupaj z lagunami, močvirji, peščenimi brežinami, solinami in blatnimi ravninami predstavlja 8,5 % mangrov na Madagaskarju. V mokriščih živi približno 40.000 vodnih ptic 44 vrst, vključno z velikim številom bengalske čigre (Thalasseus bengalensis), malega plamenca (Phoeniconaias minor), velikega plamenca (Phoenicopterus roseus), čapljarja (Dromas ardeola), skodrača (srpokljuni prodnik, Calidris ferruginea) in peščenca (Calidris alba). Ogrožene vrste so madagaskarski ribji orel (Haliaeetus vociferoides), Bernierjev čik (Anas bernieri), madagaskarski sveti ibis (Threskiornis bernieri), Humblotova čaplja (Ardea humbloti), madagaskarski šmarnik (Charadrius thoracicus) in madagaskarski prašiček (Glareola ocularis).
Mokrišče je tudi dom lemurja Verojevega sifaka (Propithecus verreauxi), madagaskarske leteče lisice (Pteropus rufus) in kritično ogrožene prave karete (Eretmochelys imbricata).
Mangrove Tsiribihine in so bile leta 2017 razglašene za ramsarsko območje (mokrišče mednarodnega pomena) s površino 47.218 ha. Krčenje gozdov gorvodno ogroža mokrišča in koralne grebene na morju z zamuljenjem.

## Mokrišča Bedo
Znotraj zavarovanega območja Menabe Antimena so na spodnjem toku reke Mandroatse, južno od Tsiribihine in severno od reke Morondava, na zahodnem robu gozdov Marandravy in Analabe, tudi mokrišča Bedo. Mokrišča so habitat vodnih ptic, vključno z ranljivim madagaskarskim šmarnikom (Charadrius thoracicus) ter ogroženimi Bernierjevimi čiki (Anas bernieri) in Humblotovimi čapljami (Ardea humbloti). Reka Mandroatse je dom ribe Paratilapia polleni, ogroženega endemita Madagaskarja in nilskega krokodila.
Lokalno prebivalstvo je odvisno od mokrišč zaradi rib in rogoza (Typha angustifolia), ki se nabira za izdelavo košar in strešne kritine.
Mokrišča Bedo so bila leta 2007 razglašena za ramsarsko območje in pokrivajo površino 1692 ha.